# つくば駅
つくば駅（つくばえき）は、茨城県つくば市吾妻二丁目にある首都圏新都市鉄道つくばエクスプレスの駅。同線の終点である。駅番号はTX20。

## 歴史

### 前史
花室（現吾妻）の学園中央通りにおける鉄道駅構想は1965年に策定された「研究・学園都市開発基本計画」に遡る。当地は東京を結ぶ鉄道と筑波研究学園都市内の南北の動線を結節させる地点として位置付けられ、これに基づき日本住宅公団（都市再生機構の前身）が鉄道駅用地として確保したのが具体的な事業の始まりである。
その後東京を結ぶ鉄道についてはしばらく進展がなく、1970年代には新交通システム路線（案内軌条式鉄道）「筑波研究学園線」の駅を設ける案が浮上する。この路線はバスターミナル（現つくばセンターバスターミナル）として計画されていた当地を軸に土浦方面並びに筑波大学を経て高エネルギー加速器研究機構、大角豆（）を経て荒川沖の両方面を結ぶT字型の構想であった。
1978年に土浦・筑波大学間（短縮化したL字型）の予算要求がされたものの、事業採択されたのは筑波大学附属病院と当地の間わずか1.5 kmのみであり、その後計画通りの人口と乗客数が見込めないと判断され、1982年に事業休止となり実現しなかった。
1980年代に入ると東京を結ぶ鉄道構想が再び動き出し、1991年に常磐新線（つくばエクスプレス）の基本計画が承認され、つくば駅の位置が決定する。
つくば駅の建設は2004年ごろ行われ、学園中央通りの車線半分を使用停止にして開削工法で進められた。出口通路となる都市計画道路南北自由通路は2005年8月17日、駅開業に先立って開通式典が行われている。
最後まで残った公団（都市機構）保有の鉄道駅用地は1985年に開業したバスターミナルビルを経て、2011年に4億9000万円でつくば市に売却され、2015年に「BiViつくば」が開業した。

### 年表
- 2005年（平成17年）8月24日 - 開業
- 2006年（平成18年）6月11日 - 南北自由通路につくば市総合案内所を設置
- 不明 - 地番整理で当駅の地番がつくば市吾妻二丁目128番地から「つくば市吾妻二丁目4番地1」に変更。
- 2007年（平成19年）2月　- 「TXルーム」設置[3]
- 2021年（令和3年）9月 - つくば市が有料シェアサイクルの実証実験事業「つくチャリ」を開始（駅前にサイクルポートを設置）[4]。

## 駅構造
茨城県内初および現在も唯一の地下駅（掘割型地下駅のみらい平駅を除外した場合）で、筑波研究学園都市の都心地区（センター地区）の学園中央通りの地下にある。のりばは島式ホーム1面2線を有する。
つくば駅務管理所が所在し、同所はつくば駅のほかみらい平駅・みどりの駅・万博記念公園駅・研究学園駅も同時に管理する。改札口および出入口は、つくばセンターバスターミナルやつくばセンタービルのある駅北東端（行き止まり側）に偏って存在し、駅南西端（秋葉原方）の住宅地には出口を設けていない。また、自動体外式除細動器（AED）が1台設置されている。
改札口前には、ファミリーマートのステップイン型売店が存在する。開業時から2011年（平成23年）8月10日までは「am/pm」であった。

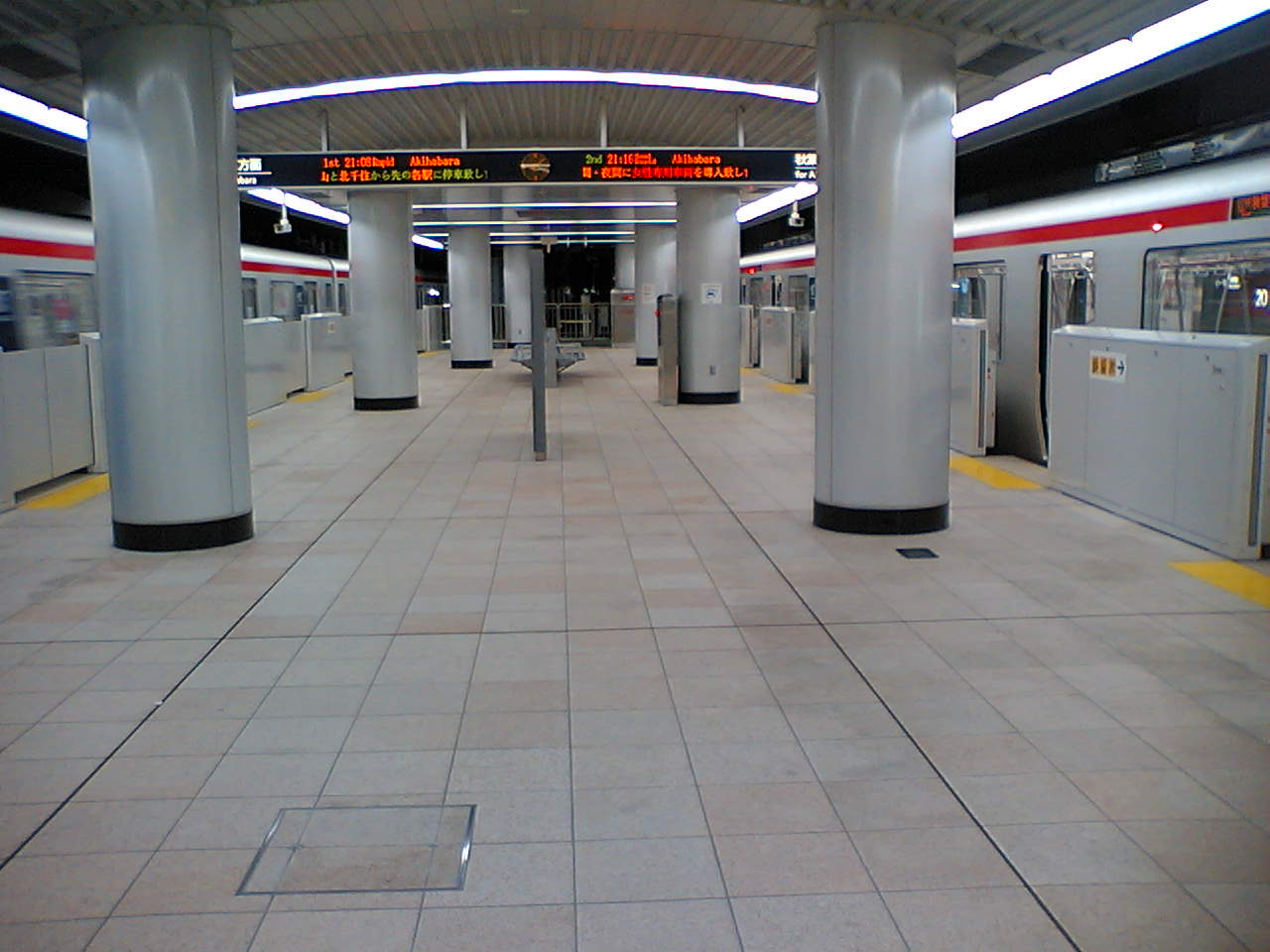
プラットホーム（秋葉原方向）（2005年）
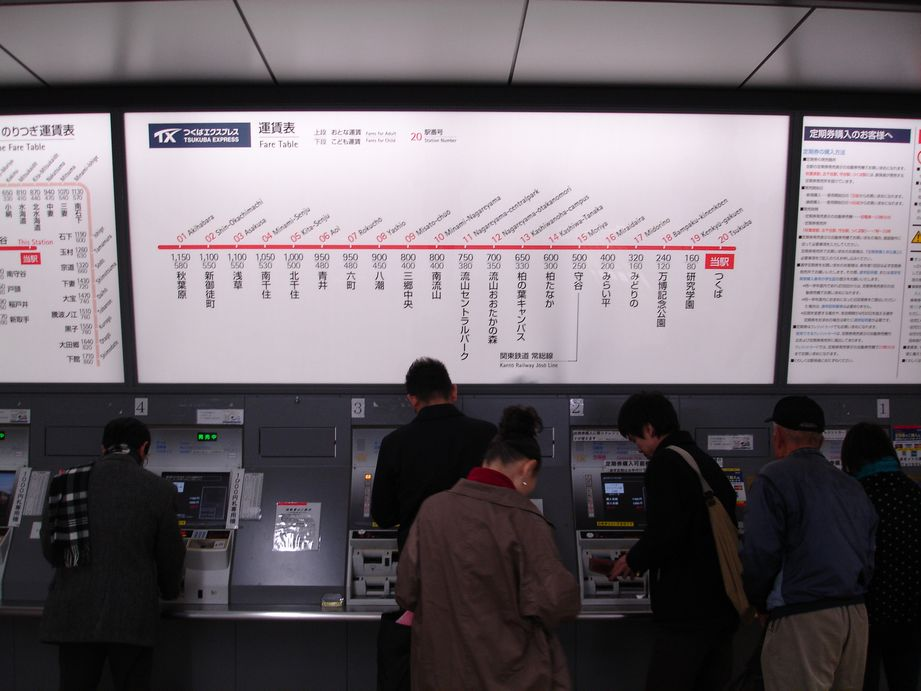
出札口（2005年）
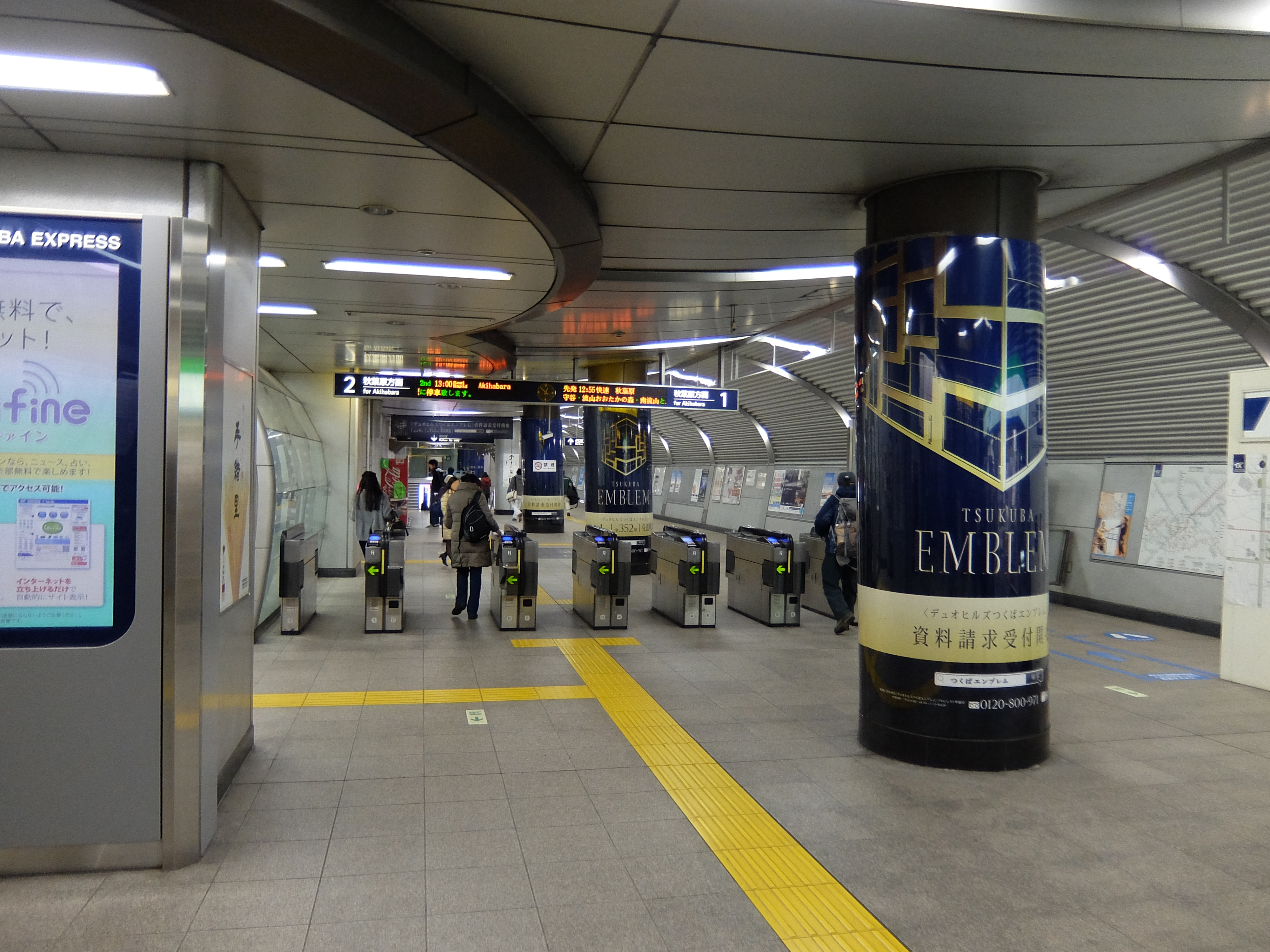
改札口（2015年）

### のりば
| 番線 | 路線               | 方向 | 行先       |
| ---- | ------------------ | ---- | ---------- |
| 1・2 | つくばエクスプレス | 上り | 秋葉原方面 |

### 出口

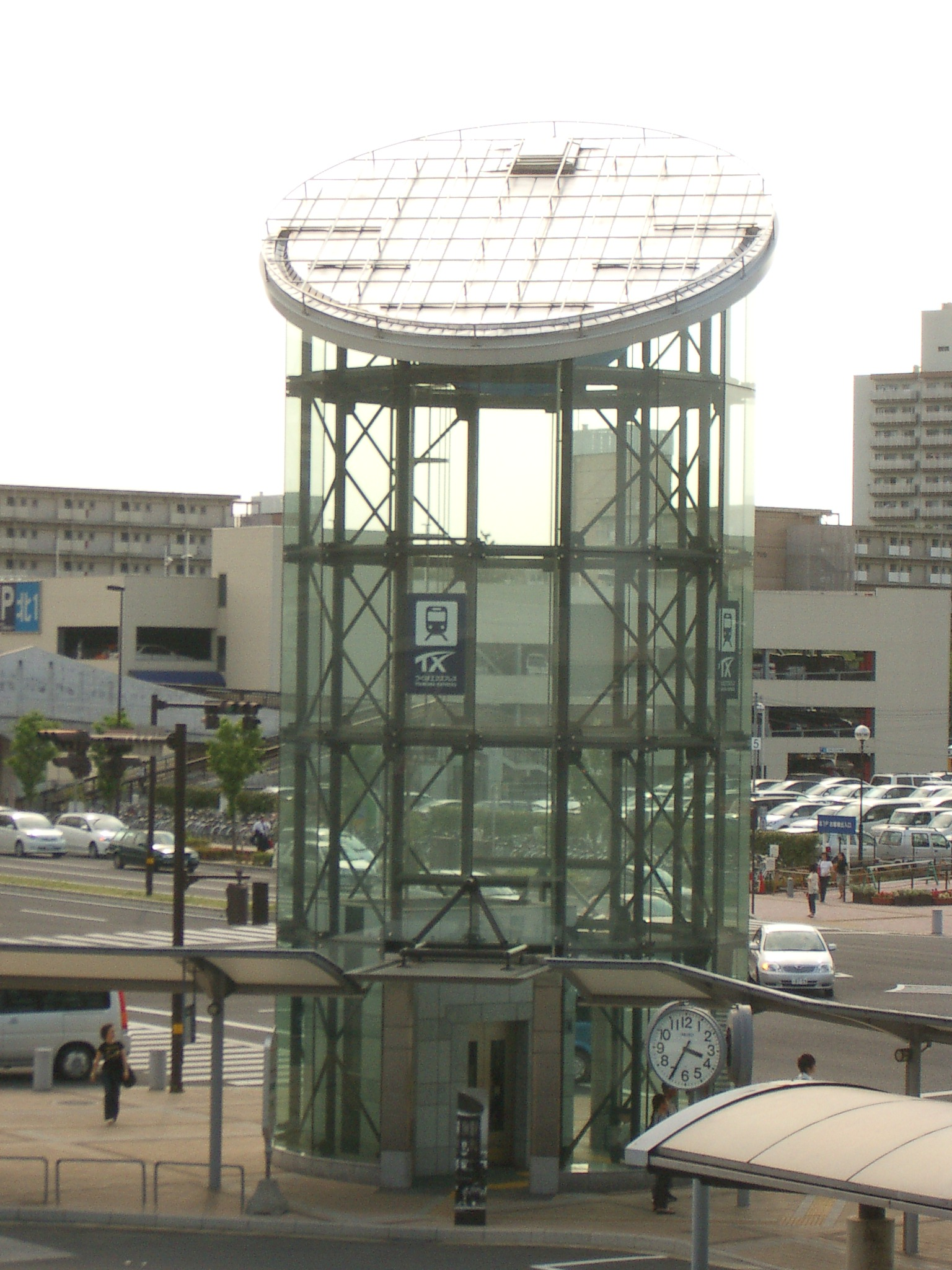
出口番号を持たないエレベーター（2008年6月撮影）

改札口から南北自由通路（後述）を経て地上へつながる出口が7箇所ある。そのうち5箇所は「A1」 - 「A5」の出口番号を持ち、つくばエクスプレスのロゴと駅名が表示されている（南北自由通路との記載はない）。他にも、南北自由通路から地上1階のバスターミナル内につながるエレベーターと、A5出口通路の途中から分かれショッピングセンター「Q't」の地上1階フロアにつながるエスカレーターが存在するが、これらは出口番号を持たない。

#### 出口の位置
| 出口番号 | 方角 | 位置        | 備考               |
| -------- | ---- | ----------- | ------------------ |
| A1       | 西   | 北1駐車場前 |                    |
| A2       | 北   | 交番前      |                    |
| A3       | 東   | 駅前広場内  |                    |
| （なし） | 東   | 駅前広場内  | エレベーターのみ   |
| A4       | 南東 | 駅前広場内  |                    |
| A5       | 南   | Q't前       |                    |
| （なし） | 南   | Q't内       | エスカレーターのみ |

方角はつくば駅前交差点を基準とした。

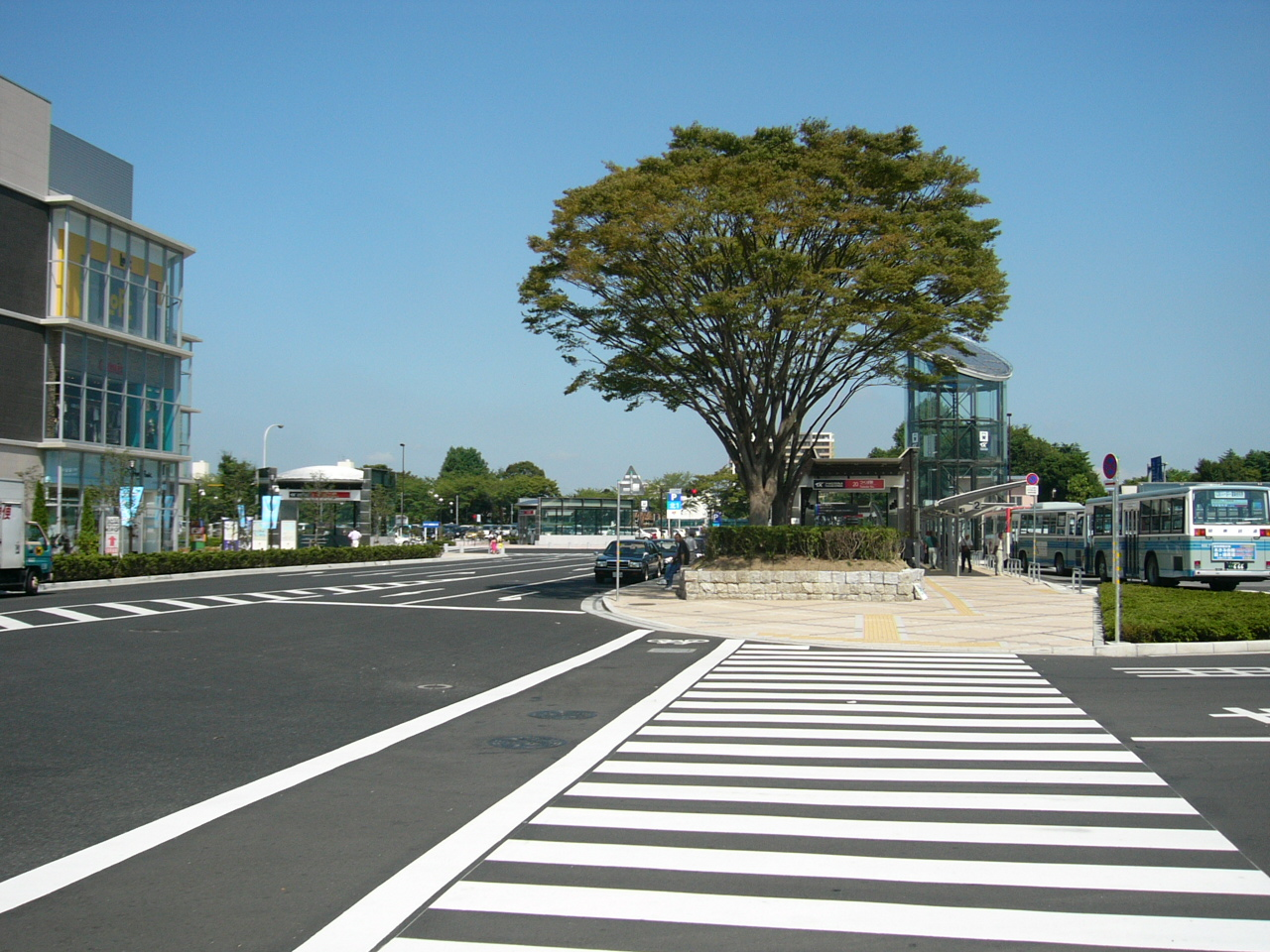
各出口を南東から望む（2005年）
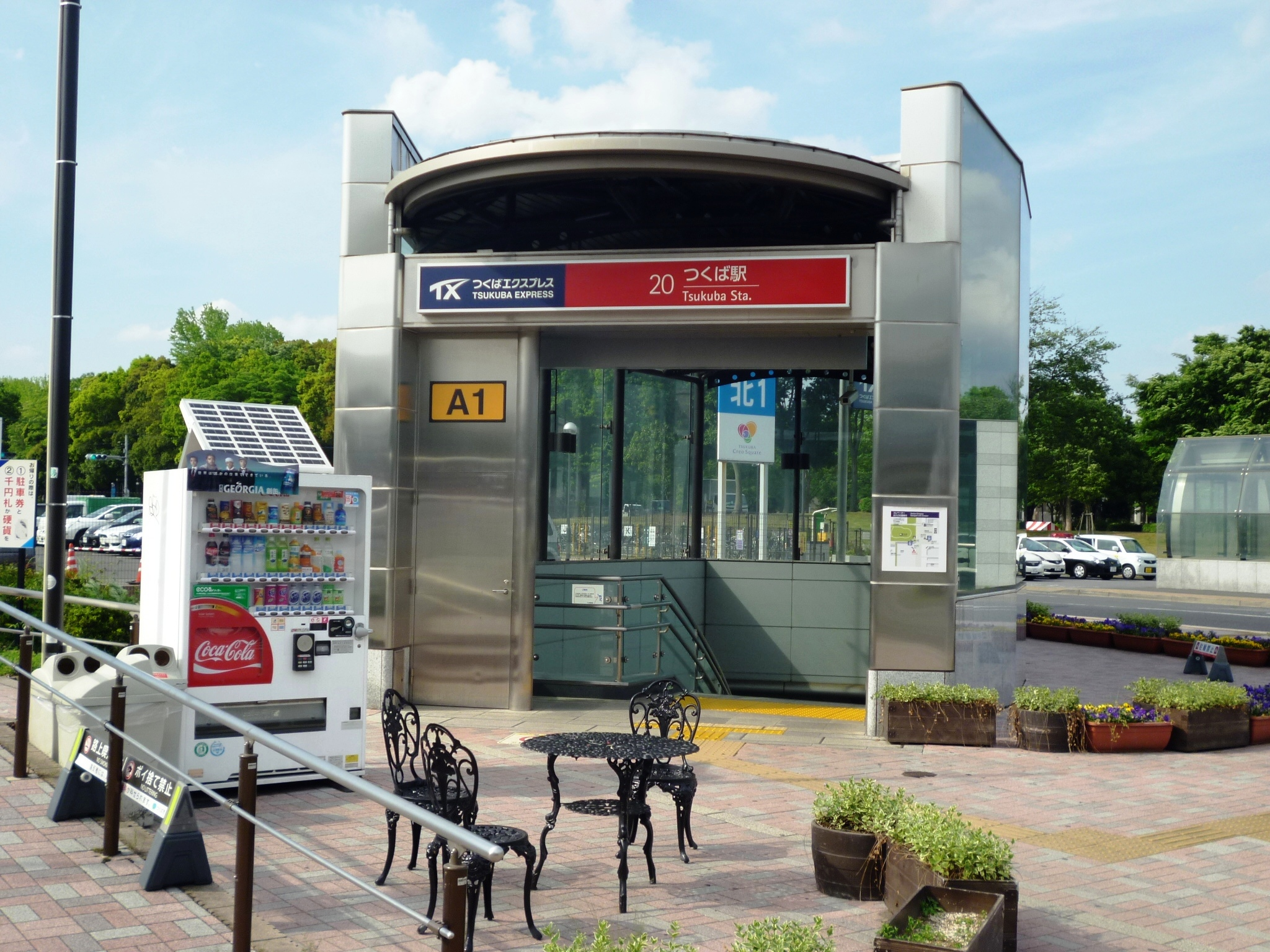
A1出口（2014年）
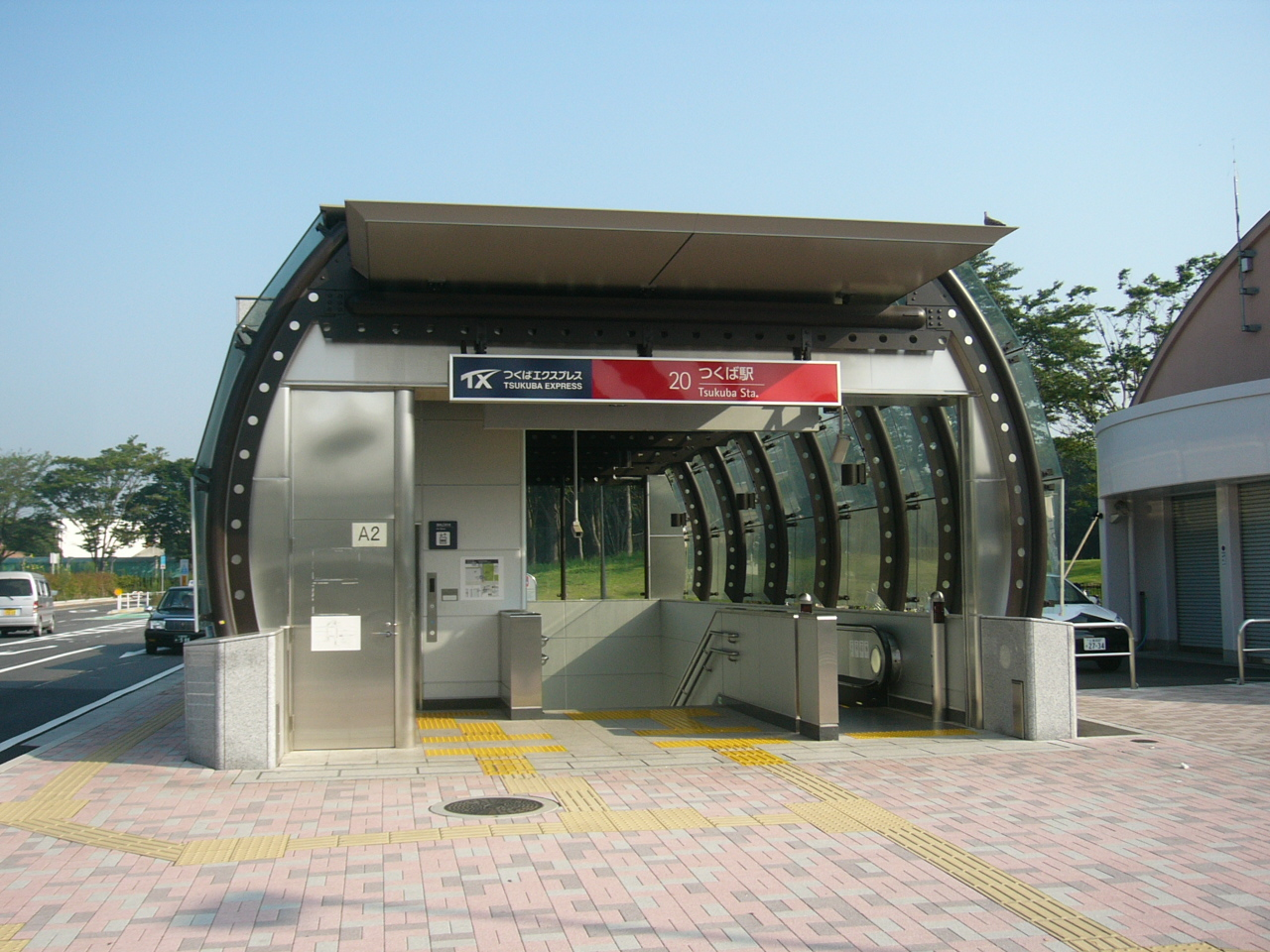
A2出口（2006年）
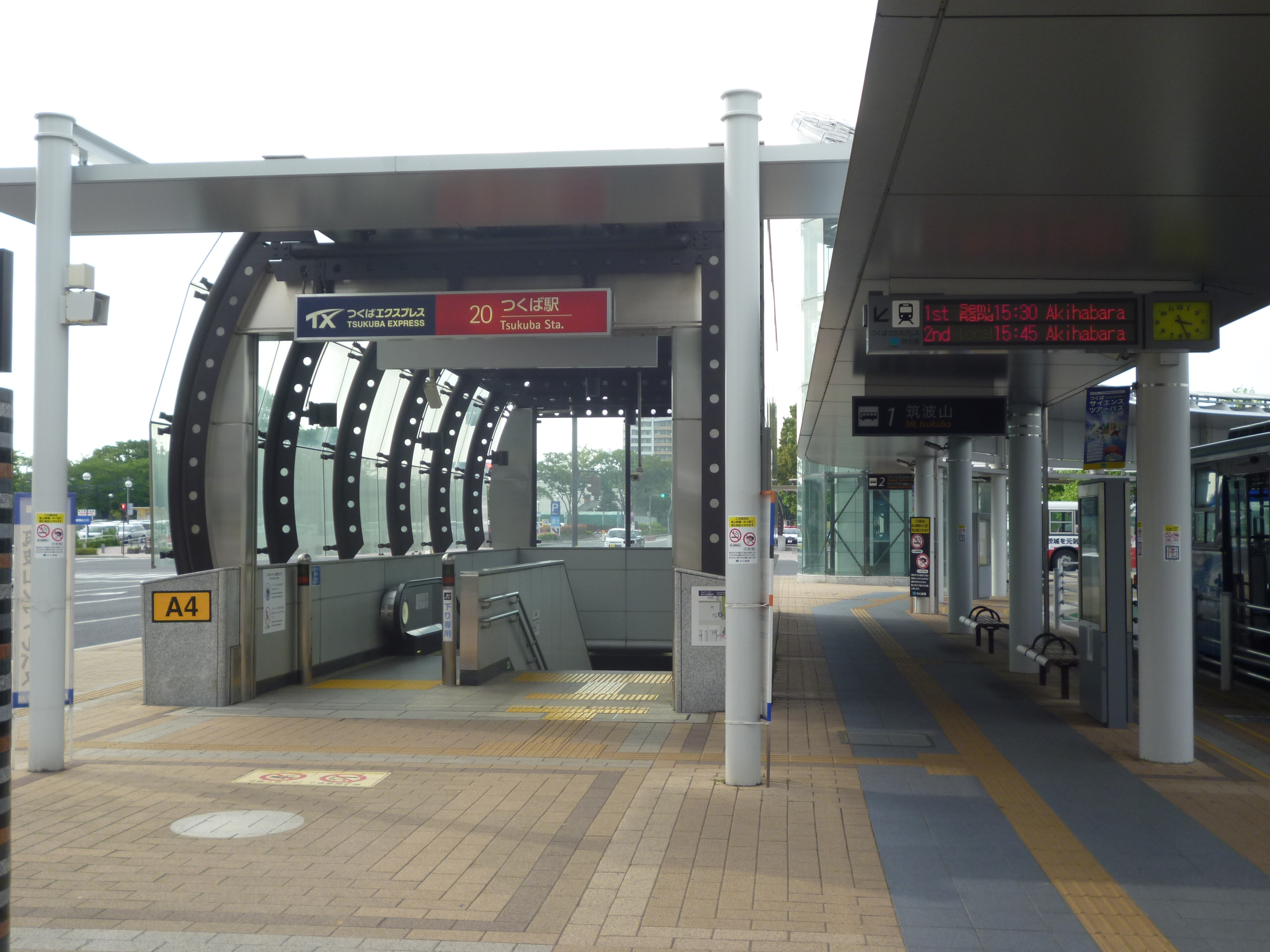
A4出口（2014年）

### TXルーム
当駅には要人などの休憩場所や視察者への説明会場として使用する「TXルーム」が設けられている。36.8平方メートルで収容人員は10名程度。これまでにわかっている中では天皇（現・上皇の明仁）・皇后（現・上皇后の美智子）（2008年、2010年）、スペイン国王（フアン・カルロス1世）・同王妃（ソフィア・デ・グレシア・イ・ディナマルカ）（2008年）が利用した。

### 南北自由通路
改札口前コンコースと地上出入口をつなぐ通路は、鉄道会社所有ではなく、茨城県が管理している公道「都市計画道路 南北自由通路」（茨城県道24号土浦境線の一部）である。幅員18メートル、延長105メートルで、エスカレーター7基とエレベーター2基で地上と連絡する。開業当初は単に通路であったが、後に総合案内所・待合所・コーヒー店「スターバックス」・土産物店等が設置され、事実上「駅の一部」（駅ナカ「TX AVENUEつくば」）と化している。
一方で、公道のため政治家の街頭挨拶や年末商戦の出発式など現在の日本においては通常鉄道用地では行えない諸活動が見られる。南北自由通路にある掲示板は市が管理している。

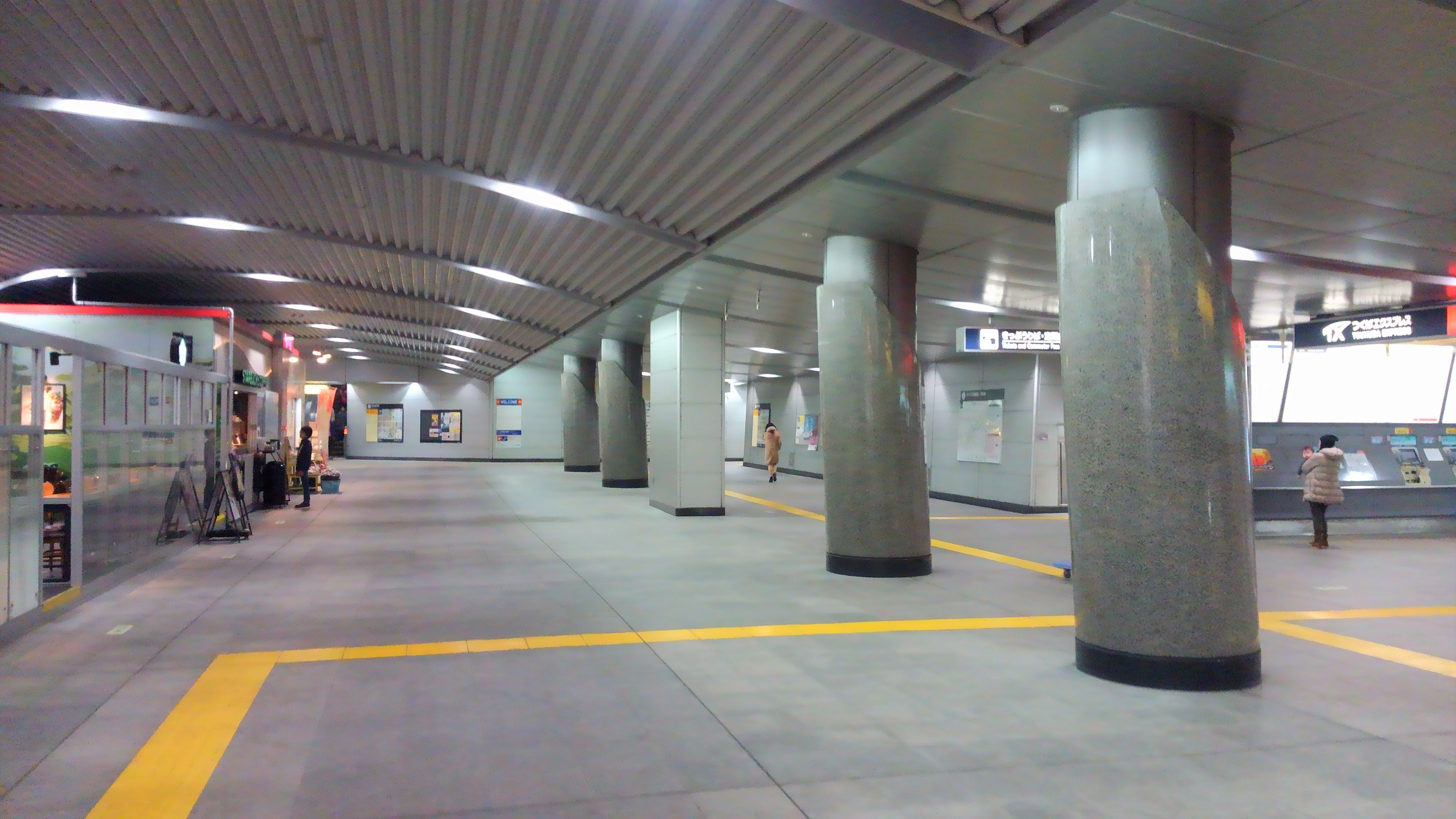
公道である南北自由通路（2017年1月撮影）
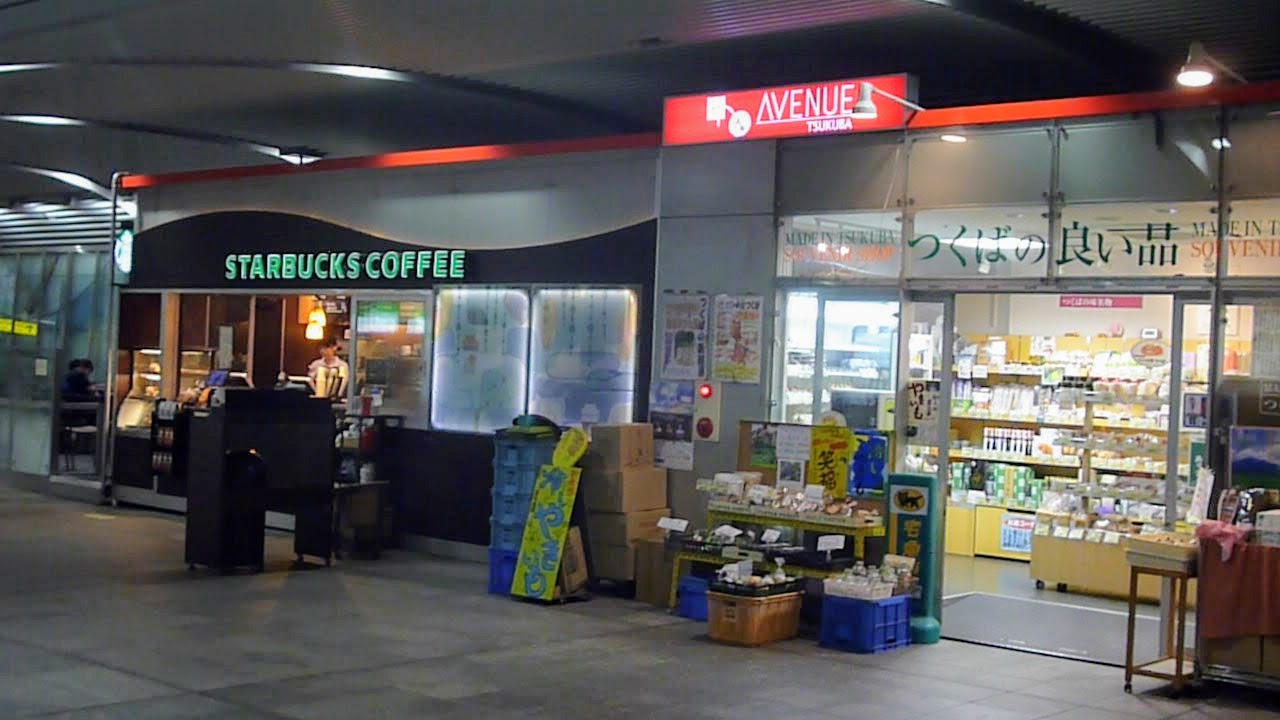
TX AVENUEつくば（2014年7月撮影）

#### 総合案内所・物産館
改札口を出たすぐのところにつくば市総合案内所が存在し、つくば市観光協会の職員2名が常駐し、観光案内などを行っていた。
駅開業以前より「つくばターミナル」ビル内に市の案内所（1階）および観光案内所（2階）が置かれていたが、駅からは分かりにくく観光客などに混乱を生じさせたこともあり、駅開業後約9か月を経て総合案内所が開設された。これにより、従来の案内所は閉鎖された。
2016年6月11日につくば市物産館としてリニューアルオープンし、つくば市の物産品の展示と販売を行っている。観光などの総合案内は駅前広場のBiViつくばにあるつくば総合インフォメーションセンターの1階部分で引き続き行っている。

## 利用状況
2024年度の1日平均乗車人員は17,980人である。つくばエクスプレスの茨城県内の駅では守谷駅に次いで2番目に乗車人員が多い。
駅勢圏は二次交通を含めるとかなり広く、他駅付近や南端を除くつくば市全域と土浦市、桜川市、筑西市の各一部にまで及ぶ。当駅からと当駅への通勤・通学客の他に研究所出張客や筑波山などへの観光客が加わり、日中の利用も多いのが特徴である。また、学術会議、入学試験、マラソンなど大規模イベントなどの開催日には千人単位で増加するなど日による変動が大きい。
開業以来の1日平均乗車人数は以下の通りである。
| 年度               | 1日平均 乗車人員 |
| ------------------ | ---------------- |
| 2005年（平成17年） | 11,126           |
| 2006年（平成18年） | 12,089           |
| 2007年（平成19年） | 13,676           |
| 2008年（平成20年） | 14,709           |
| 2009年（平成21年） | 15,117           |
| 2010年（平成22年） | 15,529           |
| 2011年（平成23年） | 15,638           |
| 2012年（平成24年） | 16,637           |
| 2013年（平成25年） | 17,419           |
| 2014年（平成26年） | 17,131           |
| 2015年（平成27年） | 17,834           |
| 2016年（平成28年） | 18,425           |
| 2017年（平成29年） | 18,606           |
| 2018年（平成30年） | 18,849           |
| 2019年（令和元年） | 18,671           |
| 2020年（令和02年） | 10,715           |
| 2021年（令和03年） | 12,654           |
| 2022年（令和04年） | 15,413           |
| 2023年（令和05年） | 17,273           |
| 2024年（令和06年） | 17,980           |

## 駅周辺

### 駅前広場
筑波研究学園都市における路線バスなどの公共交通拠点として1985年（昭和60年）に設置された「つくばセンター交通広場」が、駅開業により「駅前広場」と改称された。広場には改札口を出てからエレベーターまたはエスカレーター（A3・A4出口）を利用する。

### A1出口
北西（吾妻二丁目・春日一丁目）方面
- 情報通信研究機構つくばJGNIIリサーチセンター
- つくば市情報ネットワークセンター
- 筑波大学筑波キャンパス春日地区（春日エリア）

### A2出口
北（吾妻二・三・四丁目）方面
- つくば警察署つくば駅前交番 - 出口前
- 中央公園
  - さくら民家園 - 江戸時代の民家を移築
- つくばシティアビル
  - 朝日新聞つくば支局
- つくば文化会館アルス
  - 茨城県つくば美術館
  - つくば市立中央図書館
  - アルスホール

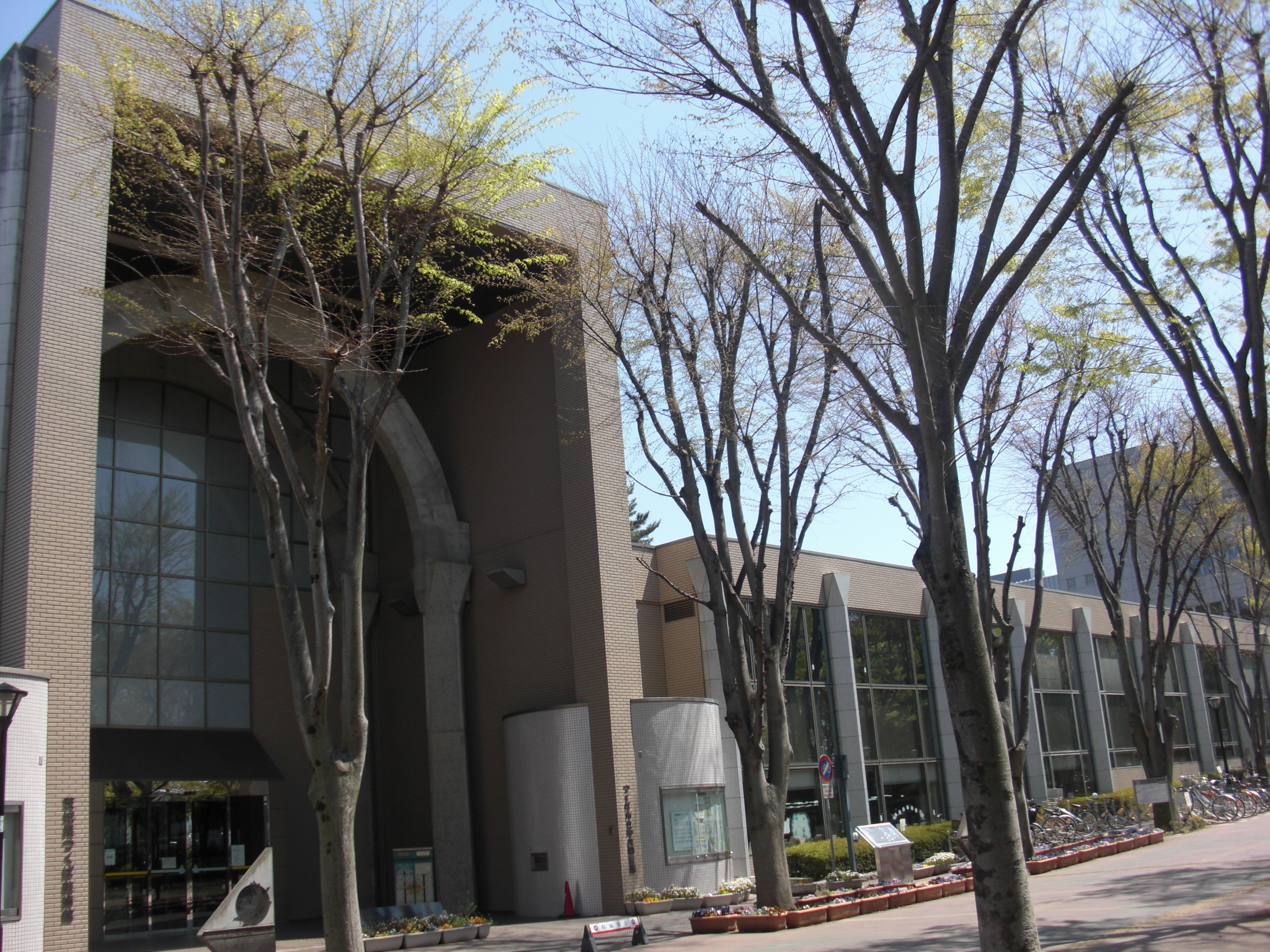
つくば文化会館アルス（2011年4月撮影）

- つくばエキスポセンター - 国際科学技術博覧会第二会場跡地に造られた記念施設
- 日本国際学園大学
  - NPO法人NEWSつくば - 旧常陽新聞の流れを受け継ぐローカルニュースメディア
- つくばコミュニティ放送（ラヂオつくば）

### A3・A4出口
南東（吾妻一丁目・竹園一丁目）方面
- つくば駅前広場 - 出口前
  - BiViつくば

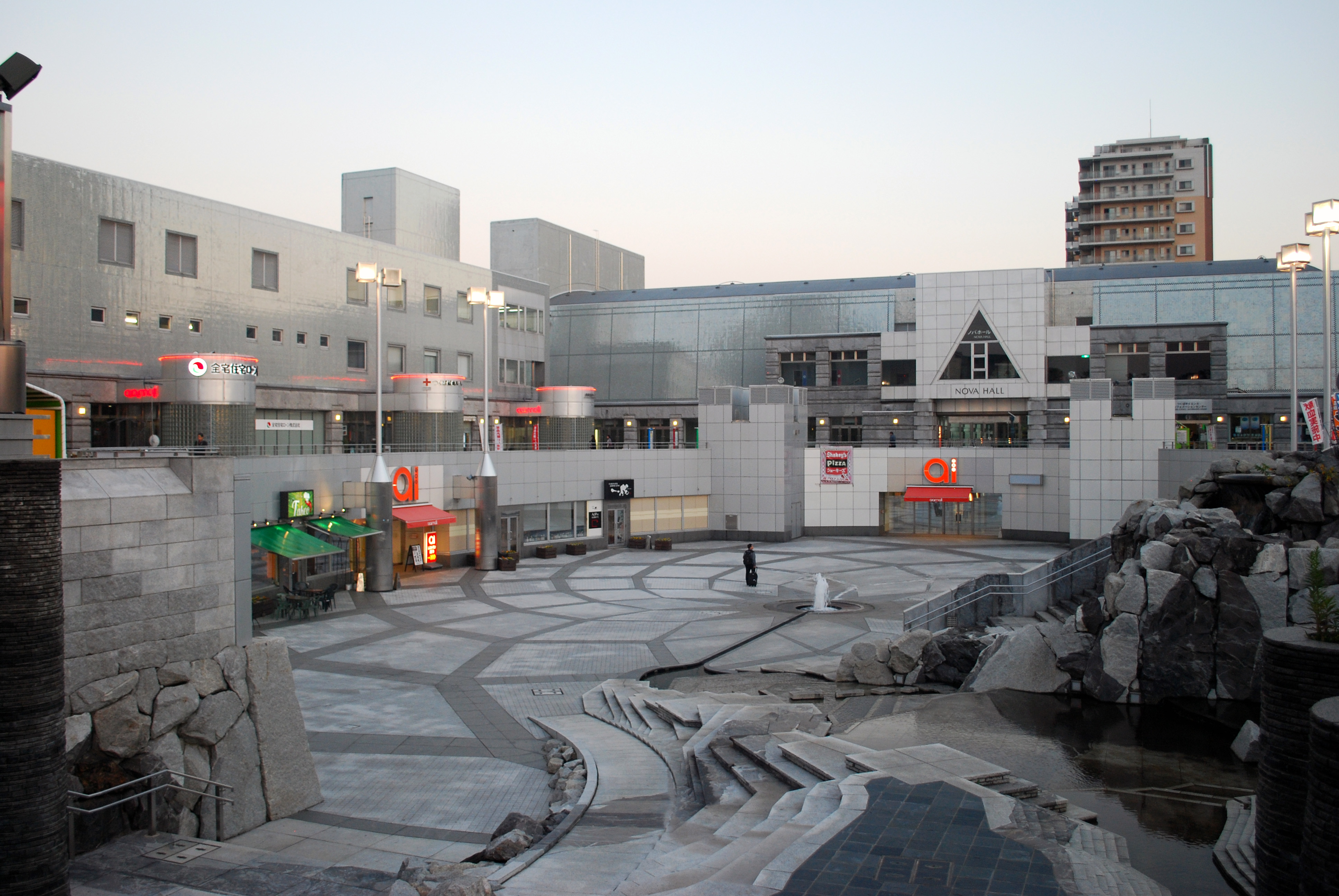
つくばセンタービル（2012年10月撮影）

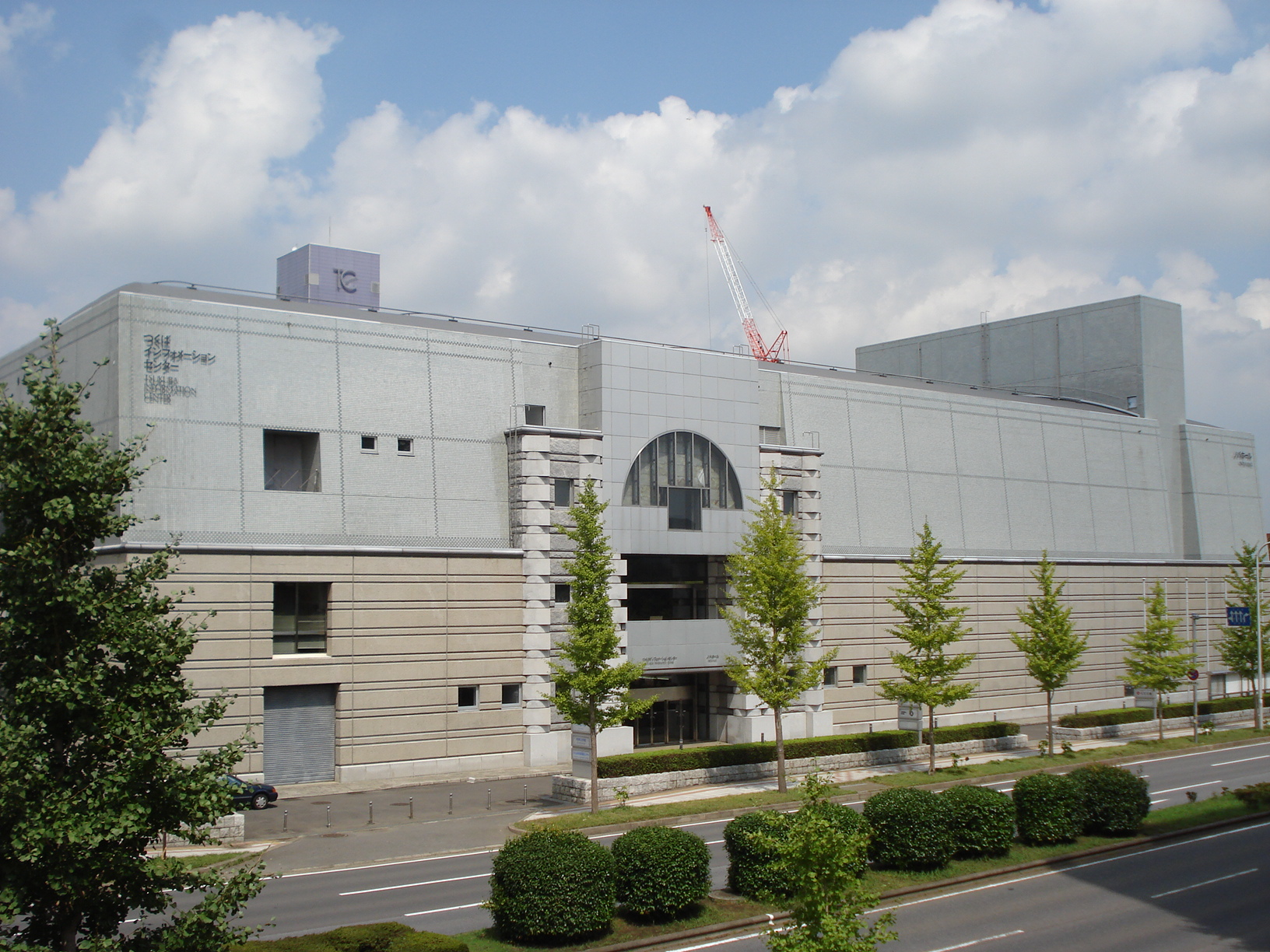
ノバホール（2007年9月撮影）

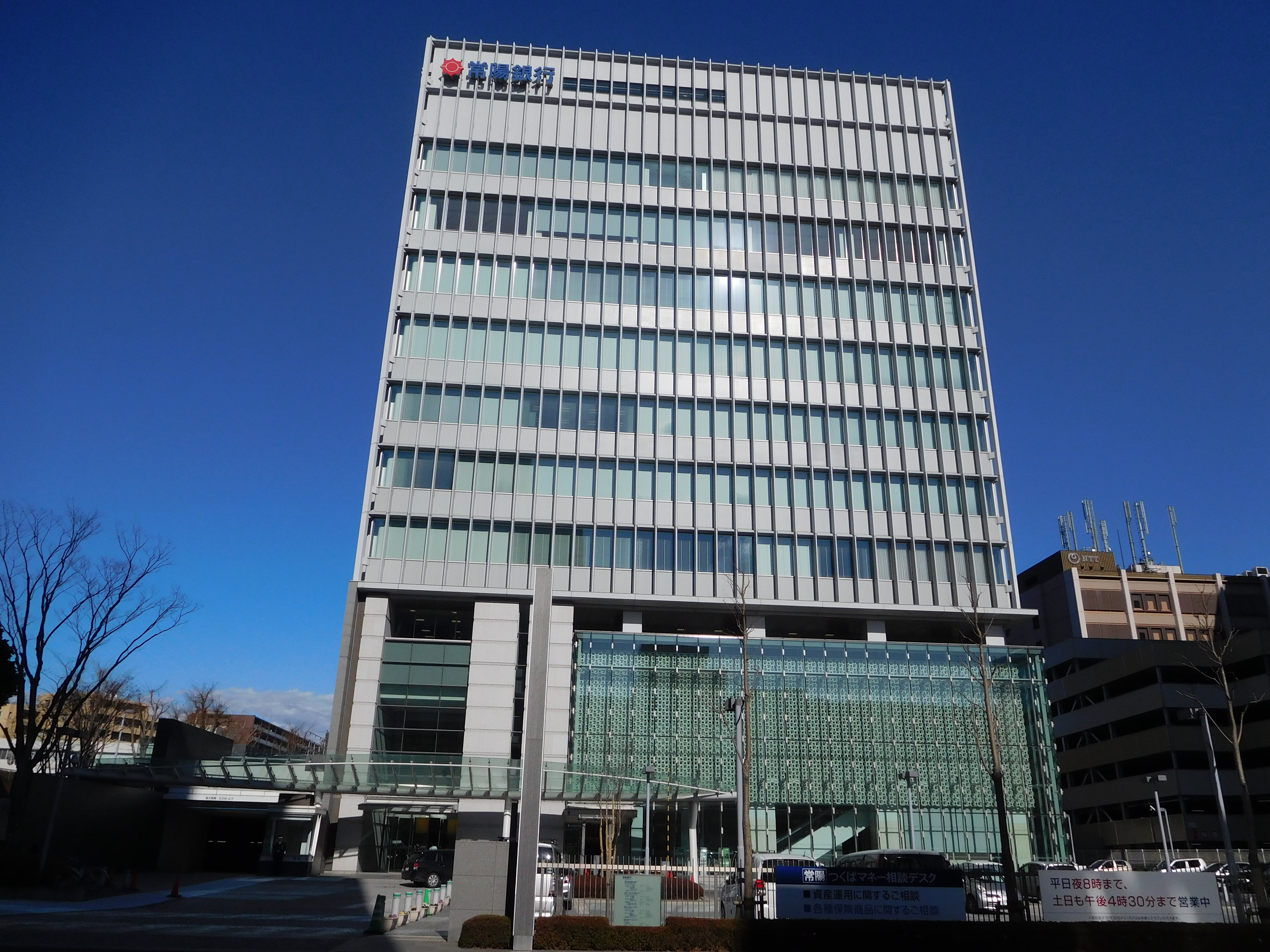
常陽銀行研究学園都市支店（2017年3月撮影）

    - バスチケットうりば（関東鉄道つくば学園サービスセンター）

  - 公共交通広場
    - タクシー乗り場
    - つくばセンターバス停留所

  - 一般送迎用駐車場（キスアンドライド）
    - 送迎バス発着場（物質・材料研究機構、産業技術総合研究所、筑波記念病院）
- つくばセンタービル
  - ホテル日航つくば（2020年4月改称まではオークラフロンティアホテルつくば（本館、アネックス））
  - ノバホール
  - つくば市市民活動センター
  - つくば市吾妻交流センター（公民館）
  - 茨城県つくばインフォメーションセンター
- つくばセンター広場
- L.Bizつくば（旧ライトオン本社ビル）
  - オートリブジャパンテクニカルセンターつくば
- 大清水公園
- みずほ銀行つくば支店
- 常陽銀行研究学園都市支店
- UR都市機構茨城地域支社
- つくばカピオ
- 駐車場（南1 - 4）
- 筑波学園郵便局
  - ゆうちょ銀行つくば店
- 桜竹園郵便局
- 筑波合同庁舎
  - 国土交通省関東地方整備局営繕部筑波分室
  - 法務省水戸地方法務局つくば出張所
- 筑波司法会館
- レクサスつくば
- DAYZ TOWNつくば
- ウエルシアつくば学園中央店
- ホテルJALシティつくば（2020年4月改称まではオークラフロンティアホテルつくば（エポカル）でセンタービル内と同一ホテルの別棟扱い）
- つくば国際会議場（EPOCHAL TSUKUBA）
- つくば市役所竹園出張所
- ヨークベニマル つくば竹園店
  - ダイソー ヨークベニマルつくば竹園店
- 茨城県立竹園高等学校

### A5出口
南西（竹園一丁目・東新井）方面
- トナリエつくばスクエア - 駅直結。
  - tonarie MOG（レストラン街）

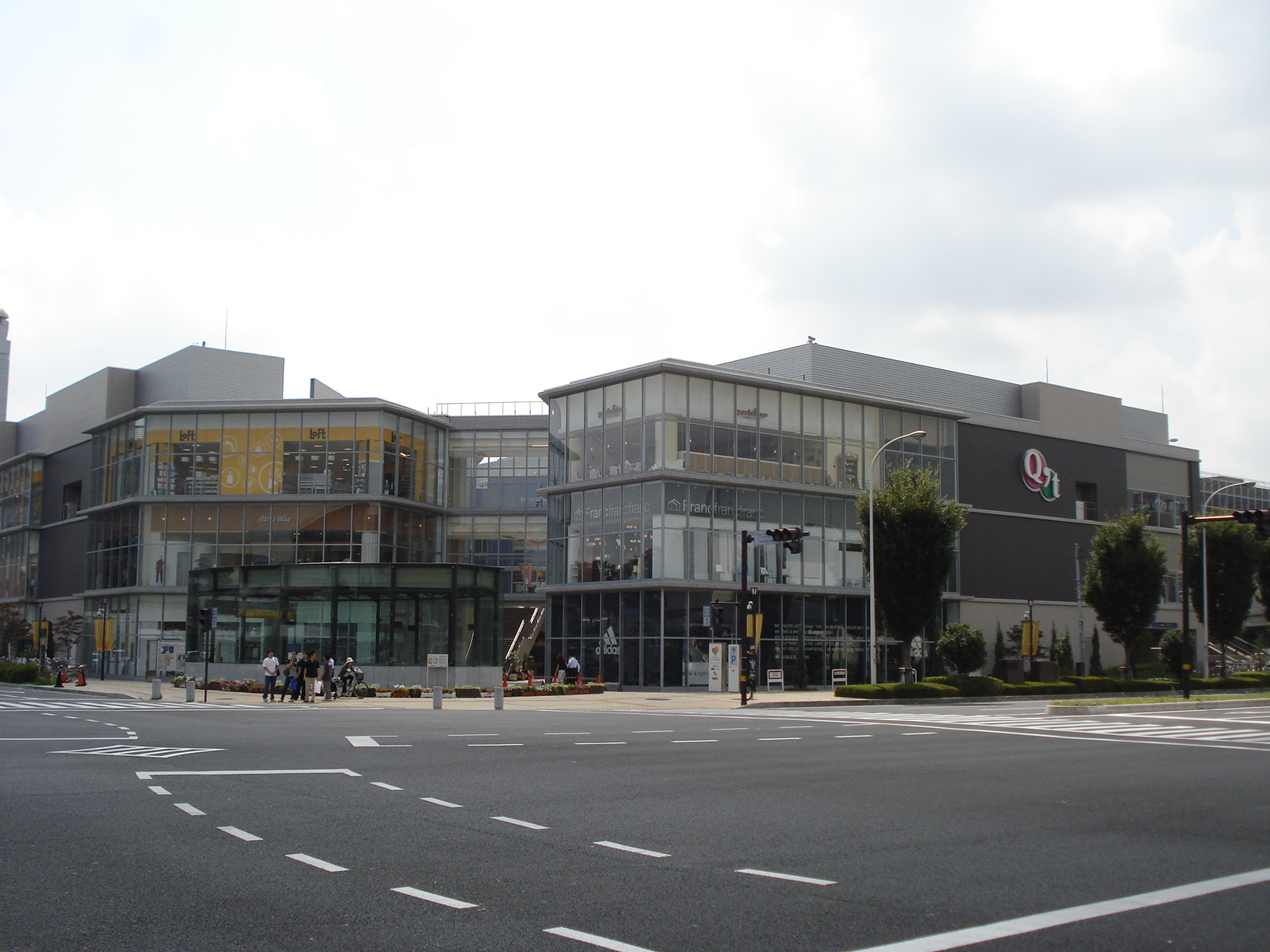
つくば駅A5出口（道路側）と旧つくばクレオスクエア「Q't」（2007年9月撮影）

  - tonarie Q't（ショッピングモール） - 1階につくば駅直結口あり。
    - 京成百貨店つくばショップ
    - りそな銀行つくば出張所（ATM）
    - 三菱UFJ銀行つくばクレオスクエア出張所（ATM）
      - 三井住友銀行ATM - 他行共同利用（支店移転に伴う）

  - tonarie CREO（ショッピングモール、レストラン、オフィス）
    - ロピア トナリエクレオ店
    - ケーズデンキ トナリエクレオ店
- ダイワロイネットホテルつくば
- つくば市消費生活センター
- つくば三井ビル
- 足利銀行つくば支店
- 関友つくば第一ビル
  - 筑波銀行本部・つくば営業部
- 中央労働金庫つくば支店

## バス路線

### 競合バス路線
つくばエクスプレス開業の時点では、東京駅行高速バス「つくば号」は、運賃をつくばエクスプレス全線普通運賃と同じにする値下げ（1,250円→1,150円）はあっても減便はなく、競合する形となったが、つくばエクスプレスの影響は大きく、2005年（平成17年）11月1日から減便などの措置が講じられた。「つくば号」は2006年（平成18年）10月1日に一部便をつくば駅北方約2キロメートルの筑波大学始発・終着（「筑波大学」バス停は一般路線の「筑波大学中央」と同じ）とし、下り便に深夜便「ミッドナイトつくば号」を新設した。その他、回数券は廃止となったが、交通系ICカード利用での運賃割引（上り便東京方向でのICカード利用での運賃950円、下り便つくば方向でのICカード利用での運賃1,130円）により運賃面での優位性を保っている。さらなる対抗措置として、2021年(令和3年)4月1日より上り便でのICカード利用に限って運賃を820円とするキャンペーンを開始した。当初は同年9月30日までの予定であったが、2022年(令和4年)9月30日までにキャンペーン期間が延長されている。

## 隣の駅
首都圏新都市鉄道
つくばエクスプレス
■快速
守谷駅 (TX15) - つくば駅 (TX20)
■通勤快速（平日下りのみ運転）・■区間快速・■普通
研究学園駅 (TX19) - つくば駅 (TX20)

## ドラマ・映画・CM撮影等

### ドラマ
- 特急田中3号 - 田中一郎が家に帰るために利用した駅として登場している。

その他にも、駅周辺が様々なドラマ・CMの撮影に使われている。